# 矢野正明
矢野正明（日语：やの まさあき，9月6日—），日本大分縣出身的日本男性配音員，隸屬aptepro事務所。

## 生平
- aptepro附屬声優養成所1期生，也是土師孝也的學生。
- 主要參與海外電視劇及電影的吹替，多出演青年及成年角色。
- 幾乎在《POP TEAM EPIC》每一集都會以不同的聲音演繹不同的角色。在播出第一集時模仿石塚運昇聲調的某博士角色，以及出聲頻繁而引起觀眾們的熱議。在動畫播出之後知名度突然急昇，工作量大增。雖然本人很高興，但也希望在熱議之中回到以前的平靜生活。[1]

## 出演作品

### 電視動畫
時期未知
- 哆啦A夢（神主／パイロット）

2012年
- 松本零士「オズマ」（日语：オズマ (アニメ)）（ハイドカンプ[2]、オペレーター男）
- DOG DAYS'（兵士、主人、漁夫、騎士）
- 心連·情結（新井、不良 他）
- 能量獸之戰獸旋戰鬥（アリステア、兵士）
- 向陽素描×蜂窩（木乃伊）

2013年
- 魔王勇者（農場主、審問僧兵、白夜將官）
- 大怪獣ラッシュ ウルトラフロンティア（實況[3]）
- 悠悠哉哉少女日和（中継レポーター）

2014年
- 偽戀（男子學生、手下、チンピラ、ギャング、學生、棒球部員、社區的人）

2015年
- 新妹魔王的契約者（穗積海司、不良C、アナウンス、男學生）
- DOG DAYS（オイハギウサギ）
- 偽戀：（ヤンキー、ゴリ沢、ギャング）
- 青年黑傑克（医師）
- 對魔導学園35試驗小隊（マフィアC、異端審問官B、部下、男子A、客A、バイクの男、スプリガン）
- 新妹魔王的契約者 BURST（電車アナウンス、兵士、樞機院）

2016年
- 昭和元禄落語心中（樋口〈學生〉）
- 亞人 第1期（田原、SP、黑木、報道記者、守衛、ニュース司会者、警官）
- 無畏魔女（整備兵）
- 亞人 第2期（黑木、ニュース司会者、美軍副官）

2017年
- Hand Shakers（學校職員）
- 犬屋敷（黑道）

2018年
- POP TEAM EPIC（谜之声、魔王、億千萬京兆、金子鄉藏、君王C）
- OVERLORD II（洛克邁亞）
- 索斯機械獸WILD（Zボイース）
- OVERLORD III（五劫、ヤブラ、沉重粉碎者·盜賊、哥布林魔法支援團 團長、洛克邁亞）

2019年
- 八月的棒球甜心（藤浦Senior選手）

2020年
- 聽我的電波吧（中原忠也）[4]
- 轉生成女性向遊戲只有毀滅END的壞人大小姐（蘇菲雅的父親）
- 魔女之旅（客人）

2021年
- Hortensia SAGA 蒼之騎士團（奧爾坦西亞國王、哥布林、教會騎士、處刑執行人、科美利亞兵）
- 遊戲王SEVENS（遊仁）
- 桃子男孩渡海而來（伸鬼）
- 轉生成女性向遊戲只有毀滅END的壞人大小姐X（蘇菲雅的父親）
- 我立於百萬生命之上（ジャカ）

2022年
- 與變成了異世界美少女的大叔一起冒險（希達利）
- 魔法使黎明期（傭兵[5]）

2023年
- 英雄王，為了窮盡武道而轉生～而後成為世界最強見習騎士♀～（大臣）

2025年
- Idol光之美少女你與我（黑暗怪）
- 去唱卡拉OK吧！（凱蒂貓恐懼症[6]）

### 網絡動畫
2017年
- 超遊世界（拯救者隊長）

### OVA
2012年
- 片翼的克罗诺斯武装（學生）

### 動畫電影
2014年
- 一年級大個子·二年級小個子（日语：大きい1年生と小さな2年生）（怪叔叔）

### 遊戲
- アプリ「オルタンシア・サーガ-蒼の騎士団-（オルタンシア王）
- PSPソフト「ココロコネクト ヨチランダム」（警官 他）
- iPhoneアプリ「ドラゴンアーク」（ウォーリアー）
- iPhoneアプリ「genomirai7」（頑固親父/20代男性）
- オンラインゲーム「マビノギ英雄伝」（ネペレス）
- 怪物彈珠（布魯力奧、青椒老師、雪垣匠之助、諾庫唐）

### 吹替
電視/電影
| 年份 | 作品名稱                  | 配演角色             | 演員                 | 媒介備註             |
| ---- | ------------------------- | -------------------- | -------------------- | -------------------- |
| 2008 | 畫皮                      | 小易                 | 戚玉武               | DVD版本              |
| 2008 | 竊聽風雲                  | 楊真                 | 古天樂               | DVD版本              |
| 2010 | 狄仁傑之通天帝國          | 裴東來               | 鄧超                 | 影碟版本             |
| 2010 | 精武風雲·陳真             | 陳真                 | 甄子丹               | DVD版本              |
| 2010 | 孔子                      | 顔回                 | 任泉                 | DVD版本              |
| 2011 | 薄冰                      | 米基                 | 格雷戈·金尼爾        | DVD版本              |
| 2011 | 關雲長                    | 秦琪                 | 李宗翰               | DVD版本              |
| 2011 | 竊聽風雲2                 | 何智強               | 古天樂               | DVD版本              |
| 2011 | 孫子大傳                  | 終累                 | 侶皓喆               | WOWOW頻道/DVD版本    |
| 2011 | 美國怪談：凶宅            | 泰特·蘭登            | 伊凡·彼得斯          | Fox Japan/影碟版本   |
| 2012 | 救參96小時2               | Jamie                | 盧克·格里姆斯        | 影碟版本             |
| 2012 | 血滴子                    | 布喀                 | 周一圍               | DVD版本              |
| 2012 | 楚漢傳奇                  | 尾生                 | 王朴                 | WOWOW頻道/DVD版本    |
| 2012 | 美國怪談：瘋人院          | 基特·沃克            | 伊凡·彼得斯          | Fox Japan/影碟版本   |
| 2013 | 情约半生                  | Achilleas            | 亞尼斯・帕帕佐普洛斯 | 影碟版本             |
| 2013 | Broadchurch小鎮疑雲(全)   | Olly Stevens         | 喬納森·拜利          | WOWOW頻道            |
| 2013 | Endeavour摩斯探長前傳(全) | Endeavour Morse      | 桑恩·伊雲斯          | WOWOW/NHK頻道        |
| 2014 | 大眼睛奇緣                | Ruben                | 積遜·舒瓦姿曼        | 影碟版本             |
| 2014 | 驕子會                    | 詹姆斯·禮頓-馬士達斯 | 弗列德·霍士          | 影碟版本             |
| 2014 | 狂野行                    | Leif                 | Keene McRae          | 影碟版本             |
| 2015 | 美國狙擊手                | 「D」Dandridge       | Jared Keeso          | 影碟版本             |
| 2015 | 特務傻的孖                | Laugher              | 禾頓·葛金斯          | 影碟版本             |
| 2015 | 哈啦夏令營：第一天        | Eric                 | 基斯·派恩            | Netflix頻道          |
| 2016 | 紙牌屋(S4-S5)             | Will Conway          | 祖爾·堅納文          | Netflix頻道/影碟版本 |
| 2016 | 太陽的後裔                | 安正俊               | 池承炫               | 影碟版本             |
| 2017 | 哈啦夏令營：十年之後      | Eric                 | 基斯·派恩            | Netflix頻道          |

### CD DRAMA
- クトゥルフ神話TRPGリプレイ るるいえとらべらーず オリジナルドラマCD付き（城ヶ崎武志）
- ニンジャスレイヤー ザイバツ強襲! ドラマCD付特装版（ヤンク）
- 女の子のためのクチコミ＆投稿マガジンオリジナルドラマ「カレシ☆シアター」
- まおゆう魔王勇者 エピソード0 はじまりに至る物語（遠征軍兵士）
- C3-シーキューブ-特典ドラマCD（中年男性/青年）
- まおゆう魔王勇者５ あの丘の向こうに ドラマCD付き特装版（兵士）
- 「まおゆう魔王勇者」第4巻（兵士）※小説外伝エピソード2特別付録
- 憂鬱な朝２（同級生）
- FLESH＆BLOODシリーズ（リッツォーリ 他）

### 電視預告
- WOWOW頻道「摩斯探長前傳」預告

### 旁白
- 「世界の巨大工場7」#1 マスタング
- 「世界の巨大工場7」#2 コルベットZR1
- 「世界の巨大工場7」#3 パガーニ
- 驚愕！戦慄！野生動物の決定的瞬間 総集編」#1 獲物の反撃
- 驚愕！戦慄！野生動物の決定的瞬間 総集編」#5 残虐バトル
- 驚愕！戦慄！野生動物の決定的瞬間 総集編」#6 生と死
- メーデー！9：航空機事故の真実と真相」#13 スカンジナビア航空686便
- メーデー！9：航空機事故の真実と真相」#14 ユナイテッド航空232便
- 歴史を変えたテクノロジー：高層ビル」
- 歴史を変えたテクノロジー：車」
- 歴史を変えたテクノロジー：航空機」
- 歴史を変えたテクノロジー：携帯電話」
- 解析！超自然現象2 #1～6
- 解析！超自然現象2 #8～10

## 外部連結
- 事務所公開簡歷 （页面存档备份，存于）（日語）